# Yaqoub Mohamed al-Youha

Yaqoub Mohamed al-Youha (né le 31 janvier 1993) est un athlète koweïtien, spécialiste des haies.

## Carrière
Lors des Jeux asiatiques de 2014 à Incheon il porte son record à 13 s 64.
Son meilleur temps sur 110 m haies est de 13 s 58 en 2015 à Doha.
Il bat son record sur 60 m haies en salle en 7 s 65 le 22 février 2016 pour remporter la médaille d'argent des Championnats d'Asie.
Le 18 avril 2017, il porte son record personnel à 13 s 48 à Koweït.

## Palmarès
| Date | Compétition                     | Lieu         | Résultat | Épreuve     | Temps           |
| ---- | ------------------------------- | ------------ | -------- | ----------- | --------------- |
| 2014 | Championnats d'Asie en salle    | Hangzhou     | 2e       | 60 m haies  | 7 s 90          |
| 2015 | Championnats panarabes          | Madinat 'Isa | 2e       | 110 m haies | 13 s 37         |
| 2015 | Championnats panarabes          | Madinat 'Isa | 1er      | 4 x 100 m   | 39 s 75         |
| 2016 | Championnats d'Asie en salle    | Doha         | 2e       | 60 m haies  | 7 s 65          |
| 2017 | Championnats d'Asie             | Bhubaneswar  | 2e       | 110 m haies | 13 s 59         |
| 2017 | Championnats panarabes          | Radès        | 1er      | 110 m haies | 13 s 48 (v. f.) |
| 2017 | Championnats panarabes          | Radès        | 3e       | 4 x 100 m   | 40 s 83         |
| 2019 | Championnats panarabes          | Le Caire     | 1er      | 110 m haies | 13 s 74         |
| 2019 | Championnats d'Asie             | Doha         | 2e       | 110 m haies | 13 s 35         |
| 2021 | Championnats panarabes          | Radès        | 1er      | 110 m haies | 13 s 71         |
| 2022 | Jeux de la solidarité islamique | Konya        | 3e       | 110 m haies | 13 s 30         |
| 2023 | Championnats d'Asie             | Bangkok      | 3e       | 110 m haies | 13 s 56         |
| 2023 | Jeux asiatiques                 | Hangzhou     | 1er      | 110 m haies | 13 s 41         |

## Records
| Épreuve     | Temps        | Lieu   | Date            |
| ----------- | ------------ | ------ | --------------- |
| 60 m haies  | 7 s 52 (NR)  | Madrid | 21 février 2020 |
| 110 m haies | 13 s 35 (NR) | Doha   | 24 avril 2019   |